# Wolfgang M. Heckl

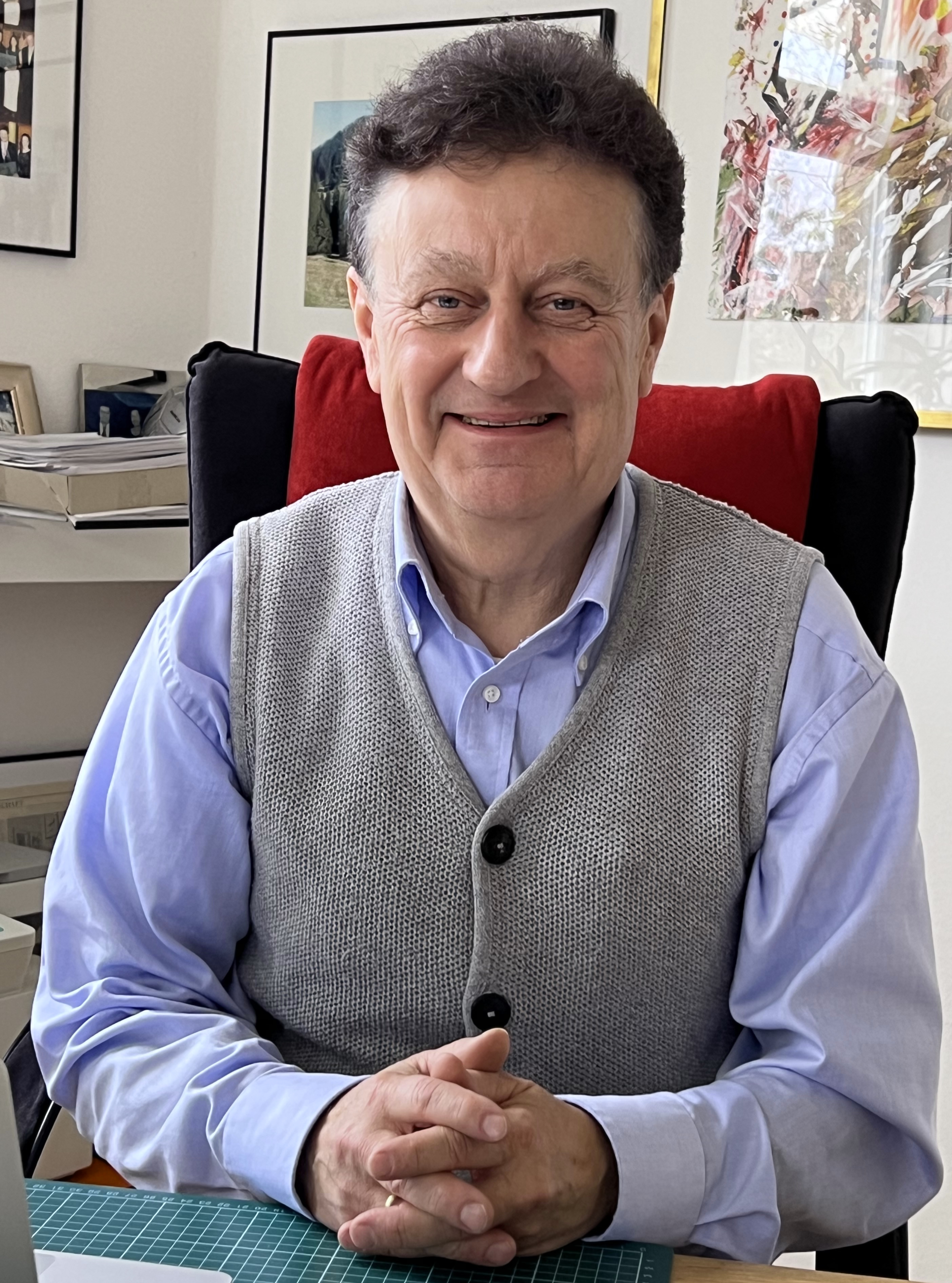
Wolfgang M. Heckl, Januar 2023

Wolfgang Martin Heckl (* 10. September 1958 in Parsberg, Oberpfalz) ist ein deutscher Biophysiker, Experimentalphysiker und Wissenschafts-Funktionär. Wissenschaftlich arbeitete er im Bereich der Nanowissenschaften, der Rastersondenmikroskopie und der Wissenschaftsvermittlung. Er war bis 2025 Generaldirektor des Deutschen Museums in München.
Seit 2009 war Heckl Inhaber des Oskar-von-Miller-Lehrstuhls für Wissenschaftskommunikation der Technischen Universität München.

## Leben
Nach dem Abitur mit einem Schnitt von 0,8 am Ostendorfer-Gymnasium in Neumarkt studierte Heckl von 1978 bis 1985 Physik an der Technischen Universität München, promovierte 1988 zum Dr. rer. nat. am Institut für Biophysik in München zum Thema Laterale Organisation von Lipidmonolayern unter dem Einfluß von amphiphilen Fremdstoffen und Proteinen. Nach einer anschließenden PostDoc-Zeit an der Universität Toronto und in der IBM-Forschungsgruppe bei Gerd Binnig wurde Heckl 1993 in Physik an der Ludwig-Maximilians-Universität München zum Thema Rastertunnelmikroskopie an zweidimensionalen Kristallen aus organischen Molekülen habilitiert. Er nahm anschließend einen Ruf auf eine Professur an der Münchner Universität an.
Im selben Jahr erhielt Heckl auch den Philip-Morris-Forschungspreis für seine Arbeiten zur Strukturaufklärung der DNS-Basen und wurde für das Schreiben eines atomaren Bits unter dem Titel „kleinstes Loch der Welt“ in das Guinness-Buch der Rekorde eingetragen. 
Heckl ist ordentliches Mitglied des Center for NanoScience (CeNS), des GeoBio Center der LMU München, des Nanosystems Initiative Munich (NIM), der Deutschen Akademie der Technikwissenschaften (acatech) sowie weiterer Organisationen. Er ist in zahlreichen Gremien aktiv, unter anderem als Vorsitzender des Kuratoriums des Max-Planck-Instituts für Quantenoptik, als Mitglied der Jury des Deutschen Zukunftspreises sowie des Deutschen Umweltpreises, und ist Vorstandsmitglied der Eduard-Rhein-Stiftung. Er berät darüber hinaus die Europäische Kommission sowie die Bundesregierung im Bereich Nanotechnologie.
2004 wurde Heckl Generaldirektor des Deutschen Museums. In seine Amtszeit fiel die Generalsanierung des Stammhauses und die Eröffnung des  Zweigmuseums in Nürnberg. Ende Mai 2025 ging er in den Ruhestand.
2009 folgte er einem Ruf auf den Oskar-von-Miller-Lehrstuhl für Wissenschaftskommunikation der TU München, School of Education / Physik-Department.
Heckl ist mit der Juristin Sigrid Schütz-Heckl verheiratet und hat eine Tochter.

### Mediales und Publizistisches Engagement
In der Fernsehsendung Der Sonntags-Stammtisch des Bayerischen Fernsehens war Heckl von 2007 bis 2018 Stammgast, für das P.M. Magazin verfasst er die Kolumne „Hier schreibt Heckl“.
Im August 2013 erschien sein Buch Die Kultur der Reparatur, in dem er die Reparatur als Ausweg aus Obsoleszenz und Wegwerfgesellschaft propagiert. In einem Interview erzählte er, dass er sich regelmäßig mit Ulrich Walter trifft, um alte Fernseher zu reparieren. In Farchant eröffnete er ein Repaircafé.

## Ehrungen
Für Heckls Bestrebung, wissenschaftliche Ergebnisse der Öffentlichkeit besser zu vermitteln, erhielt er 2002 den Communicator-Preis des Stifterverbandes für die Deutsche Wissenschaft sowie 2004 den René-Descartes-Preis der Europäischen Kommission in der Kategorie „Professional scientists engaged in science communication to the public“.
- 2008 wurde ihm das Bundesverdienstkreuz am Bande der Bundesrepublik Deutschland verliehen.[9]
- 2015 erhielt er den Ehrenring der Eduard-Rhein-Stiftung.[10]
- 2020 wurde Heckl der Arthur-Burkhardt-Preis zugesprochen.[11]
- 2024 wurde ihm das Bundesverdienstkreuz 1. Klasse der Bundesrepublik Deutschland verliehen.[12]

## Publikationen und Mediale Präsenz
- Über 350 Artikel in wissenschaftlichen Zeitschriften[13]
- Rastertunnelmikroskopie an zweidimensionalen Kristallen aus organischen Molekülen. München 1993 (Habilitationsschrift Ludwig-Maximilians-Universität München).[14]
- Laterale Organisation von Lipidmonoschichten bei Einbau von amphiphilen Fremdstoffen und Proteinen. 1988, DNB 890893977 (Dissertation Technische Universität München).

### Bücher
- Die Kultur der Reparatur. Carl Hanser Verlag, München 2013; ISBN 978-3-446-43678-7.
- Wissenschaftskommunikation. Springer Verlag, Berlin Heidelberg 2015; ISBN 978-3-662-47842-4.
- Die Welt der Technik in 100 Objekten. C.H.BECK Verlag, München 2022, ISBN 978-3-406-78314-2.

### Fernsehsendungen
- 2007–2018: Der Sonntags-Stammtisch beim BR Fernsehen